# نادي الصليخ
نادي الصليخ الرياضي هو فريق كرة قدم عراقي مقره بغداد، تأسس عام 1957. يلعب في الدوري العراقي الدرجة الأولى.

## تاريخ
تأسس نادي الصليخ عام 1957 في بغداد. عام 1974 تم دمج نادي الهواة بنادي الصليخ.

## الإنجازات
حصل على بطولة الدوري العراقي الدرجة الأولى موسم 2004-2005 مما أهلة إلى الدوري الممتاز موسم 2005-2006